# شعرک
شعرک در ادبیات فارسی، یک قالب شعری سنتی از شعر کوتاه است که از چهار مصرع تشکیل شده است. قافیه ضروری در آن در مصراع دوم و چهارم است. در شعرک، می‌توان از دو قافیه همزمان بهره برد.

## گونه‌های شعرک
دو نوع شعرک وجود دارد: شعرک تک هسته‌ای و شعرک دو هسته‌ای

### تک هسته‌ای
شعرک تک هسته‌ای، شعری‌ست چهار مصراعی که یک کلمه کلیدی در آن باشد.
دو نمونه شعرک تک هسته‌ای:
| همه جا سرد است      |
| شده یخ بندان        |
| همه غمگین اند       |
| گل یخ خندان         |
| شاعر: یحیی علوی فرد |
| ----                |

| سرود زندگی خواند    |
| درخت تا دم مرگ      |
| سرود سایه و رنگ     |
| سرود میوه و برگ     |
| شاعر: یحیی علوی فرد |
| ----                |

### دو هسته‌ای
شعرک دو هسته‌ای، شعری‌ست چهار مصراعی که دو کلمه کلیدی در آن باشد.
دو نمونه شعرک دو هسته‌ای:
| یکی همیشه آرام      |
| یکی ولی شتابان      |
| تفاوت عجیبی ست      |
| میان برف و باران    |
| شاعر: یحیی علوی فرد |
| ----                |

| یک ابر مهربان       |
| صد قطره روی برگ     |
| یک ابر خشمگین       |
| هم سیل، هم تگرگ     |
| شاعر: یحیی علوی فرد |
| ----                |

## اصول شعرک
1. چهار مصراعی‌اند.
2. در تمامی وزن‌های شعر کودک سروده می‌شوند.
3. ضربهٔ پایانی در آن محکم است.
4. تنوع قافیه دارند و گاهی از دو قافیه در چهار مصراع بهره می‌برند.
5. هر هسته، کلیدی‌ترین واژهٔ شعرک است.
6. شعرک‌های دو هسته‌ای، از دو واژهٔ کلیدی استفاده می‌کنند.